# Gaël Givet
Gaël Givet-Viaros (* 9. Oktober 1981 in Arles) ist ein ehemaliger französischer Fußballspieler.

## Karriere
Gaël Givet begann im Alter von sechs Jahren in Redessan mit dem Fußballspiel. Anschließend kam er in die Jugendmannschaft des AC Arles, wo er unter anderem mit Djibril Cissé zusammen in der Mannschaft spielte. 1996 fand er, noch 14-jährig, im Jugendzentrum der AS Monaco Aufnahme.
Zu seinem ersten Auftritt in Monacos Ligamannschaft kam der meist auf der linken Abwehrseite eingesetzte Südfranzose am 9. Dezember 2000 beim 2:2-Unentschieden gegen EA Guingamp.
Einschließlich der Spielzeit 2005/06 bestritt Givet 146 Ligue 1-Einsätze und erzielte dabei 7 Treffer. In Champions League und UEFA-Pokal brachte er es auf 28 Einsätze (1 Tor).
In der Spielzeit 2005/06 war Gaël Givet Kapitän bei Monaco. Im Juni 2007 wechselte er zu Olympique Marseille. Dort unterschrieb er einen Vertrag bis 2011, wechselte aber im Januar 2009, zunächst auf Leihbasis und anschließend fest, zum Premier-League-Klub Blackburn Rovers. Dort blieb er viereinhalb Jahre und kehrte anschließend in seine französische Heimatregion zurück, wo Givet in der Saison 2013/14 für den Zweitligisten AC Arles-Avignon spielt.

## Nationalmannschaft
Gaël Givet spielte bisher (Stand: 8. Februar 2009) 12-mal in der französischen Nationalmannschaft. Zum ersten Mal aufgeboten wurde er am 18. August 2004, als Frankreich in Rennes gegen Bosnien-Herzegowina spielte. Das Spiel endete 1:1. Ein Tor konnte er in der Nationalmannschaft noch nicht erzielen. Zur WM 2006 war er für das französische Aufgebot nominiert.

## Titel und Erfolge
- Französischer Ligapokal: 2003
- UEFA Champions League: Finalist 2004

## Privatleben
Givet ist verheiratet und hat einen Sohn.